# Bahirnalli, Bidar
Bahirnalli là một làng thuộc tehsil Bidar, huyện Bidar, bang Karnataka, Ấn Độ.